# Деймиън Сендау
Аарон Стивън Хадад (роден на 3 август 1981) е американски професионален кечист. Той има договор с WWE и е под името Деймиън Сендау. По-рано той се появи в WWE под името Идол Стивънс, той също така се биеше във федерацията Ohio Valley Wrestling (OVW) и федерацията на Пуерто Рико (World Wrestling Council WWC). Той е бивш FCW 15 шампион и бивш отборен шампион на FCW с Тайтъс О'Нийл.
- Интро песни
  - New World Symphony By Antonín Dvořák (FCW) (2010 – 2012)
  - Hallelujah Chorus From Messiah Part II By George Frideric Handel (WWE; 4 маи 2012–момента)

## Завършващи движения
- Curb Stomp (Standing Surfboard Followed Into A Head Stomp) – FCW
- M14/Idolizer (Arm Tap Snap Swinging Neckbreaker) – FCW
- Terminus (Straight Jacket Neckbreaker) – WWE
- Idol Lock (Figure Four Leg Lock) – FCW
- Corkscrew Neckbreaker
- Cubito Aequet-Elbow Of Distain (Elbow Drop With Theatrics)
- Full Nelson Turnbuckle Smash
- Single Underhook Followed By Multiple Knee Lifts
- Russian Leg Sweep
- Knee Drop

### Титли и отличия
- Про Kеч (Pro Wrestling Illustrated)
  - PWI го класира #90 от 500-те най-добри кечисти в PWI 500 през 2012 г.
- Ohio Valley Wrestling
  - OVW Heavyweight Championship (2 пъти)
  - OVW Southern Tag Team Championship (1 път) – с Нова
  - OVW Television Championship (1 път)
  - Трети OVW Троен Кралски шампион
- Chaotic Wrestling
  - Chaotic Wrestling Heavyweight Championship (1 път)
  - Chaotic Wrestling Tag Team Championship (1 път) – с Едуард Г. Екстази
- Florida Championship Wrestling
  - FCW 15 Championship (1 път)
  - Florida Tag Team Championship (1 път) – с Тайтъс О'Нийл
- World Wrestling Council
  - WWC Puerto Rico Heavyweight Championship (1 път)
  - WWC World Tag Team Championship (5 пъти) – с Шон Спиърс (1), Чикано (1), Кинг Тонга Младши (2), и Абад (1)
- International Wrestling Association
  - IWA Hardcore Championship (1 път)